# Suldal
Suldal è un comune norvegese della contea di Rogaland.